# Eo Wijers
Ingenieur Leonard ('Eo') Wijers (1924 - 1982) had als planoloog / stedenbouwkundige een lange carrière bij de Rijksplanologische Dienst (RPD). In de vele jaren dat hij daar als topambtenaar werkte had hij met zijn analytische geest en inspirerende ideeën veel invloed op de ruimtelijke ordening in Nederland.
Wijers werd opgeleid als architect (bouwkundig ingenieur) en was van 1964 tot 1972 lid van de redactie van het architectuurtijdschrift Forum, wat zijn interesse voor de gebouwde leefomgeving bewijst. Zijn eigen professionele inzet was echter gefocussed op de integratie van onderzoek, ruimtelijk ontwerp en ruimtelijk beleid. Van 1956 tot 1958 werkte hij bij de afdeling Planologie van de Rijksplanologische Dienst. Daarna was hij tot 1963 verbonden aan de Dienst der Zuiderzeewerken, in die periode werd de oorspronkelijke agrarische doelstelling van de IJsselmeerpolders aangepast en kreeg vooral de Flevopolder tevens een functie voor verstedelijking (Almere, Lelystad) en recreatie.
In 1963 kwam Wijers terug bij de Rijksplanologische Dienst, eerst als directeur van de afdeling Stadsgewesten, later als directeur Ruimtelijke Planvorming. In de jaren 1974 - 1978 was hij ook hoogleraar stedenbouwkundig ontwerpen in Delft. Mr. J. Witsen, plaatsvervangend directeur-generaal Ruimtelijke Ordening, wees in het In memoriam dat hij na Wijers' overlijden schreef op diens grote betrokkenheid en creativiteit bij concepten die in de ruimtelijke ordening richtinggevend werden. Wijers wist, aldus Witsen, de analytische en de vormgevende dimensies van de ruimtelijke planning te verbinden, zowel voor de ontwikkeling van de grote stedelijke gebieden ('stadsgewesten') als voor de samenhang van stad en platteland.
In 1982 plaatste de Rijksplanologische Dienst een vacature voor de functie die Wijers achterliet. De tekst omschrijft de omvangrijke taak die Wijers had en mede gestalte gaf. De directeur Ruimtelijke Planvorming is in 1982 deel van het managementteam waarvan van de directeur-generaal aan het hoofd staat. De directeur geeft leiding aan vijf afdelingen: stadsvorming, landschapsvorming, planning, milieustudies en tekenwerk geheten. Hij is verantwoordelijk voor alle planningsactiviteit binnen de Rijksplanologische Dienst en zorgt voor de verbinding van planning en beleid. Hij vertegenwoordigt de Dienst in alle (inter)nationale commissies en werkgroepen op het terrein van de ruimtelijke ordening. Voor deze functie is een sterke gerichtheid op synthese een vereiste.
In 1985 nam de Rijksplanologische Dienst het initiatief voor de oprichting van de Eo Wijersstichting, die vanaf 1985 de Eo Wijers-prijsvraag organiseert voor ruimtelijke kwaliteit op regionale schaal.